# Benoît Badiashile
Benoît Badiashile Mukinayi (Limoges, 26 maart 2001) is een Frans-Congolees voetballer die doorgaans als verdediger speelt. Hij stroomde in 2018 door vanuit de jeugd van AS Monaco en speelt nu voor het Engelse Chelsea in de Premier League. Hij is de jongere broer van Loïc Badiashile.

## Carrière

### Monaco
Op 5 februari 2018 tekende Badiashile zijn eerste profcontract bij AS Monaco. Hij maakte zijn debuut voor AS Monaco in de Ligue 1 op 11 november 2018, in de met 0-4 verloren thuiswedstrijd tegen Paris Saint-Germain. Op 16 januari 2019 scoorde hij tegen OGC Nice (1-1) zijn eerste treffer in het profvoetbal en voor AS Monaco. 
Vanaf het seizoen 2020/21 was hij onbetwist basisspeler bij AS Monaco. Hij begon dat seizoen met twee goals in zijn eerste twee competitiewedstrijden. Hij stond op 19 mei 2021 in de finale van de Coupe de France, die met 2-0 van Paris Saint-Germain verloren werd. Uiteindelijk speelde Badiashile 135 wedstrijden voor het eerste van AS Monaco in alle competities waarin hij zes goals wist te scoren en drie assists leverde.

### Chelsea
Op 5 januari 2023 tekende Badiashile bij Chelsea in de Engelse Premier League waar hij een contract tekende voor 7,5 jaar tot medio 2030. Chelsea zou naar verluidt een transfersom hebben betaald tussen de 37 en 38 miljoen euro voor Badiashile. Hij maakte op 15 januari tegen Crystal Palace zijn debuut voor Chelsea en hield meteen de nul. Hij scoorde op 6 mei tegen AFC Bournemouth zijn eerste doelpunt voor Chelsea, maar miste de laatste drie wedstrijden van het seizoen door een hamstringblessure. Op 25 november maakte hij na zes maanden blessureleed zijn rentree. 

## Interlandcarrière
Badiashile begon als jeugdinternational bij Frankrijk in 2016. In september 2022 kreeg Badiashile zijn eerste oproep voor het Franse nationale team voor de Nations League wedstrijden tegen Oostenrijk en Denemarken.

## Clubstatistieken
| Seizoen                   | Club           | Competitie     | Competitie | Competitie | Beker | Beker | Internationaal | Internationaal | Totaal | Totaal |
| Seizoen                   | Club           | Competitie     | Wed.       | Dlp.       | Wed.  | Dlp.  | Wed.           | Dlp.           | Wed.   | Dlp.   |
| ------------------------- | -------------- | -------------- | ---------- | ---------- | ----- | ----- | -------------- | -------------- | ------ | ------ |
| 2018/19                   | AS Monaco      | Ligue 1        | 20         | 1          | 4     | 0     | 2              | 0              | 26     | 1      |
| 2019/20                   | AS Monaco      | Ligue 1        | 16         | 0          | 4     | 0     | 0              | 0              | 20     | 0      |
| 2020/21                   | AS Monaco      | Ligue 1        | 35         | 2          | 4     | 0     | 0              | 0              | 39     | 2      |
| 2021/22                   | AS Monaco      | Ligue 1        | 24         | 1          | 0     | 0     | 10             | 0              | 34     | 1      |
| 2022/23                   | AS Monaco      | Ligue 1        | 11         | 2          | 0     | 0     | 5              | 0              | 16     | 2      |
| 2022/23                   | Chelsea        | Premier League | 11         | 1          | 0     | 0     | 0              | 0              | 11     | 1      |
| 2023/24                   | Chelsea        | Premier League | 18         | 0          | 4     | 1     | 0              | 0              | 22     | 1      |
| Carrièretotaal            | Carrièretotaal | Carrièretotaal | 135        | 7          | 16    | 0     | 17             | 0              | 168    | 8      |
| Bijgewerkt op 24 mei 2024 |                |                |            |            |       |       |                |                |        |        |

## Erelijst
Chelsea
- UEFA Conference League: 2024/25
- FIFA Club World Cup: 2025

1 Sánchez ·
2 Disasi ·
3 Cucurella ·
4 Adarabioyo ·
5 Badiashile ·
6 Colwill ·
7 Neto ·
8 Fernández ·
10 Moedryk ·
11 Madueke ·
12 Jörgensen ·
13 Bettinelli ·
14 Félix ·
15 Jackson ·
17 Chukwuemeka ·
18 Nkunku ·
19 Sancho ·
20 Palmer ·
21 Chilwell ·
22 Dewsbury-Hall ·
24 James  ·
25 Caicedo ·
27 Gusto ·
29 W. Fofana ·
31 Casadei ·
38 Guiu ·
40 Veiga ·
45 Lavia ·
47 Bergström ·
Coach: Maresca